# Olavo Setúbal
Olavo Egídio de Souza Aranha Setúbal (São Paulo, 16 de abril de 1923 — São Paulo, 27 de agosto de 2008) foi um engenheiro, industrial, banqueiro, e político brasileiro.
Foi prefeito da capital paulista, indicado pelo governador Paulo Egídio Martins. Filho do advogado, político, poeta e escritor Paulo Setúbal e de Francisca Egídio de Sousa Aranha, era neto do deputado federal e vice-presidente  da  província  de  São  Paulo Olavo Egídio de Sousa Aranha, era trineto da viscondessa de Campinas, do visconde de Indaiatuba e do barão de Sousa Queirós, sobrinho-neto de Osvaldo Aranha, sobrinho-bisneto do marquês de Três Rios, da baronesa de Itapura e da baronesa de Anhumas, sobrinho-trineto do visconde de Vergueiro, do barão de Limeira e da marquesa de Valença, e tetraneto do senador Vergueiro, um dos mais influentes políticos do Império do Brasil.

## Carreira empresarial
Formado pela Escola Politécnica da Universidade de São Paulo, começou sua carreira empresarial ao fundar a Deca, uma indústria especializada em louças sanitárias. Depois foi responsável pelo crescimento e expansão do Banco Itaú, do qual era um dos maiores acionistas e presidente do conselho, além de presidente executivo da holding do grupo, a Itaúsa.

## Política
Entre 1975 e 1979, indicado pelo governador Paulo Egídio Martins, ocupou a prefeitura da cidade de São Paulo, ocasião na qual concluiu inúmeras obras, entre elas a abertura das avenidas Sumaré e Juscelino Kubitschek e a reforma da Praça da Sé, dando-lhe o atual formato. Buscou requalificar o centro de São Paulo com a implementação dos calçadões no centro velho e centro novo, além da desapropriação e restauração do Edifício Martinelli, onde até hoje estão instaladas algumas Secretarias Municipais. Também criou a Empresa Municipal de Urbanização (EMURB). Apesar do apoio de Paulo Egydio e da significativa aprovação popular à sua administração, não conseguiu a indicação da ARENA para o governo do Estado em 1978, o que o levou a se desfiliar do partido. Com a reforma pluripartidária de 1980, fundou, ao lado de Tancredo Neves, o Partido Popular, reunindo setores moderados egressos da ARENA e do MDB. O partido, entretanto, teve vida curta, sendo logo incorporado pelo PMDB. Em 1985, foi um dos principais financiadores da vitoriosa campanha de Jânio Quadros à prefeitura de São Paulo. Filiou-se ao PFL tentando ser indicado pela sigla para a corrida ao governo estadual em 1986, o que o levou até a se descompatibilizar do Ministério das Relações Exteriores. Entretanto, a falta de um acordo político, atribuída a José Maria Marin, Reynaldo de Barros e Nabi Abi Chedid (malufistas abrigados no PFL), fez com que o partido abdicasse de um nome próprio para a disputa, apoiando Paulo Maluf. Com isso, Olavo Setúbal apoiou a candidatura derrotada do empresário Antônio Ermírio de Moraes (PTB).
Entre março de 1985 e fevereiro de 1986, durante o governo Sarney, foi ministro das Relações Exteriores. Havia sido indicado por Tancredo Neves.

## Controvérsias
Olavo foi mencionado no âmbito da delação premiada do ex-deputado Pedro Corrêa, por ter intermediado propina por meio de um doleiro a deputados para a reeleição do Fernando Henrique Cardoso (PSDB). Segundo a citação, em 1997, Olavo Setúbal distribuiu até 200 mil reais para cada deputado que aprovasse a medida no plenário da Câmara dos Deputados.

## Vida pessoal
Olavo Setúbal era filho do escritor e poeta Paulo Setubal e de Francisca de Souza Aranha Setubal. Paulo morreu quando Olavo tinha 14 anos, e o rapaz contou com as orientações e cuidados de seu tio, Alfredo Egydio de Souza Aranha. 
Olavo se casou em 1946 com Mathilde Lacerda de Azevedo (Tide Setúbal) (São Paulo, 1925–1977).
Enviuvando, se casou em 1979 com Daisy Salles (São Paulo, 1928 - 2010). Deixou os os filhos Paulo, Maria Alice (Neca), Olavo Júnior, Roberto, José Luiz, Alfredo e Ricardo, noras e 19 netos.[carece de fontes?]

## Morte
Setúbal morreu em 27 de agosto de 2008, vítima de insuficiência cardíaca, após ser internado no Hospital Sírio-Libanês, em São Paulo.